# Eurotopia
Eurotopia is een plan van de zakenman Freddy Heineken voor de indeling van de Europese Unie als de Verenigde Staten van Europa.

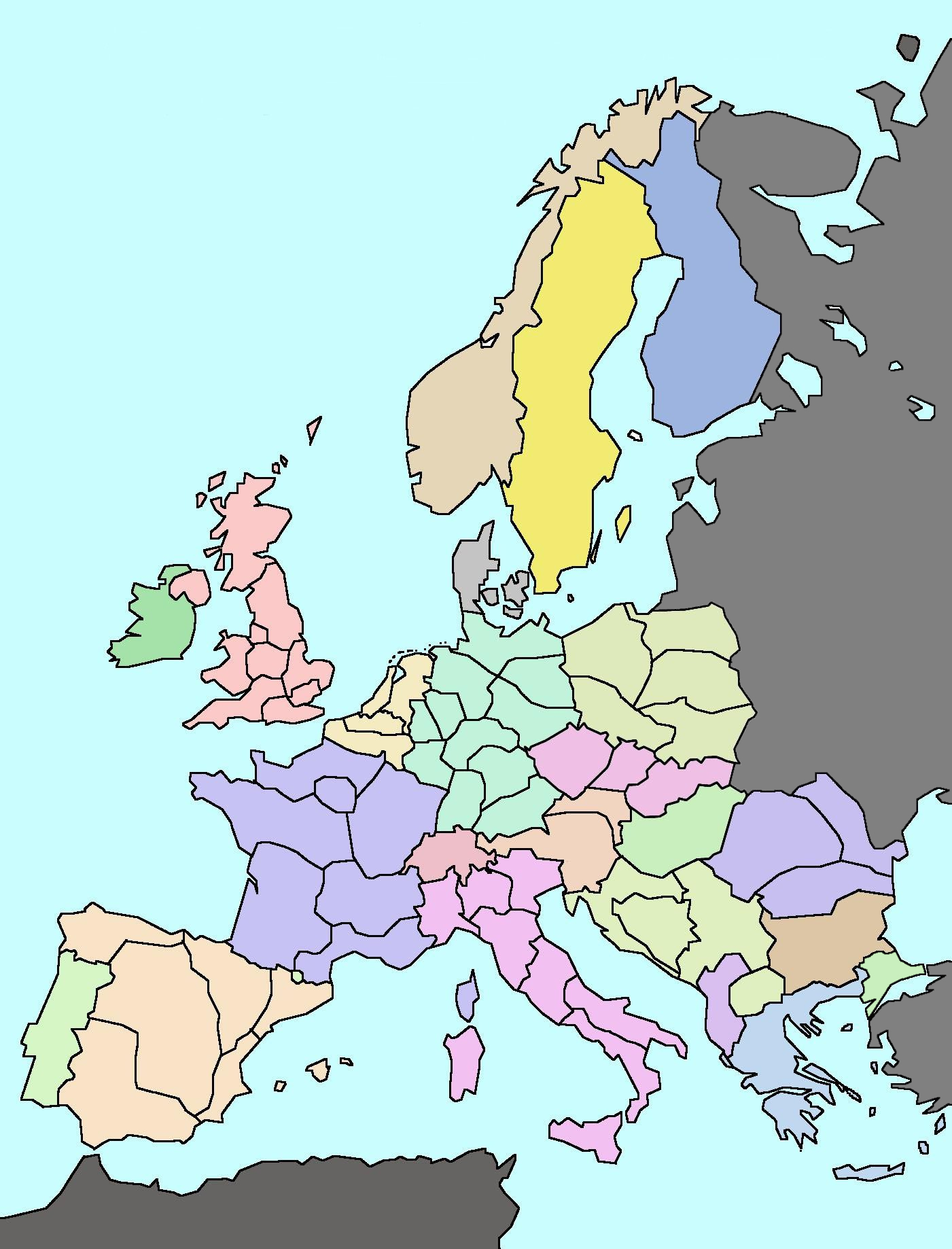
De Verenigde Staten van Europa volgens Heineken/Van den Doel/Wesseling

## United States of Europe
Het plan werd gepubliceerd in het boek The United States of Europe (a Eurotopia?) uit 1992.

## Opzet
Het plan geeft een indeling weer van Europa in regio's. Voor de indeling is Heineken te rade gegaan bij Henk Wesseling, destijds hoogleraar Algemene Geschiedenis aan de Universiteit Leiden. Het ontwerpen van het plan werd overgelaten aan de Leidse historicus Wim van den Doel. Eurotopia houdt rekening met etnische gevoeligheden, om zo min mogelijk fricties te veroorzaken. De basisgedachte is een Europa dat uit allemaal kleine deelstaten bestaat van 5 à 10 miljoen inwoners. Dit zou volgens Heineken door het ontbreken van een te machtige deelstaat allereerst uitzicht bieden op meer stabiliteit, gelijkheid en vrede, terwijl verder onder het motto small is beautiful het bestuur in de deelstaten efficiënter zou kunnen worden ingericht.
Als naar de hier bewerkte Heinekenkaart wordt gekeken valt op dat Nederlandse staatsgrens voor zuid- en oost-Nederland (IJsselland)wordt gehandhaafd, terwijl dat op de oorspronkelijke Heineken kaart niet het geval is. Daar wordt Nederlands Limburg toegevoegd aan de nieuwe staat Vlaanderen.